# سرتاب أرانر
سرتاب أرانر (بالتركية: Sertab Erener)‏ مواليد 4 ديسمبر 1964 في إسطنبول، تركيا، هي مغنية وكاتبة غنائية ومؤلفة أغاني تركية، بدأت مسيرتها الفنية عام 1992.
تلقت تدريبها الصوتي من أجل تطوير صوتها في مدرسة النور، ومعهد الموسيقي الدولي في إسطنبول. وبعد التخرج، قامت بالإنشاد المرافق لكثير من الفنانين وعلي رأسهم، سيزين آكسو.
وبدعم آكسو، نشرت أول ألبوم لها (اهدأ) في عام 1992، ثم في عام 1994، نشرت ألبومها الثاني (Lâ'l). وفي عام 1995، كُرمت بحصولها على جائزة الموسيقي المرئية من قناة الملك التي أقيمت للمرة الأولي، في تصنيف أفضل مطربة بوب وفي عام 1997، نُشر ألبوم (سرتاب أرانر) الثالث وعام 1999، أسمته باسمها (مثل سرتاب). وتم تصوير فيديو كليب ل«اني أحترق»، "المرأة الصعبة"، «اضرب قلبي»، و«في بداية الطريق»، الأغاني التي تكون في الألبوم. وفي العام التالي، فعلت أغنية العاطفة الخاصة دويتو مع ريكي مارتن البورتوريكي الفائز ب جائزة غرامي. وفي عام 2001، نزلت ألبوم البرتقالي الألبوم الخامس لها. وتم تصوير فيديو كليب لأغاني الألبوم مثل "علي الشاطئ، وداعاً حبيبتي، انتهي الكلام"، وفي أول شهر من العام التالي، أصدرت أغنيتها المنفردة التي أسمتها "الجديد". وفي الشهور الأولي من عام 2003، صُرح أنها ستمثل تركيا في مسابقة الأغنية الأوروبية 2003 التي أقيمت في ريغا عاصمة لاتفيا وشاركت في المسابقة التي أقيمت في 24 مايو 2003، بأغنية «أستطيع بأي طريقة»، ووصلت الى المركز الأول ب167 نقطة آخذة النقاط الكاملة من بين أربع دول، وأحضرت لتركيا البطولة الأولى في تاريخ المسابقة. وفي عام 2004، أصدرت ألبومها الإنجليزي الأول "لا حدود"، وعام 2005، أصدرت ألبومها السابع "الحب لا يموت". وتم تصوير لكليب لبعض أغاني الألبوم، «نحن نموت، لكن الحب لا يموت»، "مدينة قلوب للبيع"، و«من علي حق». وفي عام 2007، أصدرت أول ألبوم ريمكس لها وهو سرتاب تذهب الي النادي، وعام 2008، أصدرت أغنيتها المنفردة "الحياة لا تنتظر". وفي يونيو 2009، أصدرت ألبومها الرسم علي الماء الذي شارك في اعداده دمير دميركان. وفي الألبوم، تم تعديل الأغاني الشعبية المرتبطة بمناطق الأناضول والتي تتلائم مع الموسيقي الغربية، وأعيد غنائها من جديد. وفي نفس العام، عرضت أغنية انه هكذا و عنوان الشارع للبيع كأغاني منفردة. وصدر ألبومها الثامن "الملونة" في يونيو 2010. وتم تصوير فيديو كليب للأغاني التي في الألبوم مثل، الزهور المقطوفة، الملونة، دمعة في عيوني، إسطنبول، و هناك علاج. أما ألبومها التاسع، فقد صدر في أبريل 2012 باسم سرتاب أيتها الفاتنة، وتم اعداده علي طراز موسيقي الفن التركي.
سرتاب أرانر التي تمتلك طبقة صوت سوبرانو كونترالتو، قد غنت أغانيها في ألبوماتها الثمانية بالغة التركية وحتي ألبومها التاسع الذي صدر يومنا هذا. واحتلت أغنيتها «أستطيع بأي طريقة»، علي المرز التاسه في تصنيف أفضل الأغاني في تاريخ التليفزيون الأوربي. ويوجد من بين جوائزها، سبع جوائز الموسيقي التركية، وجائزتي الفراشة الذهبية.

## حياتها ومسيرتها المهنية

### الفترة الأولي (1964-1991) وبداية مسيرتها المهنية
ولدت سرتاب أرانر في إسطنبول عام 1964، وهي الطفلة الأصغر من طفلتين للزوجين يوجل ونظام الدين. وعند بلوغها سن الحادية عشر، أصيبت بمرض التهاب القولون. وعندما أكملت تعليمها الأساسي، التحقت بمدرسة النور والمعهد الموسيقي الدولي في إسطنبول، وهناك تلقت تدريبها الصوتي. وبعد التخرج، بدأت حياتها الموسيقية الاحترافية عندما كانت منشد مرافق في مجموعات مختلفة، وأيضاً الي جانب سيزين آكسو. وفي عام 1989، انضمت باسم سرتاب ألطين، للمرة الأولي الي الاختبارات في مسابقة أغنية التليفزيون الأوروبي، بأغانيها «شوق»، وفي عام 1990 بأغنية «أنت معي»، وبمجموعة من الكليبات، مستخدمة اسم (ألطين) لقب زوجها الأول. وفي مطلع التسعينيات، وبدعم من سيزين آكسو، بدأ يذاع صيتها.

### (1992-1998) اهدأ، لال، ومثل سرتاب
أعدت سرتاب أرانر ألبومها الأول بالاشتراك مع أسماء مثل سيزين آكسو، أوزاي هباري، أيصال جورال، و جارو مفيان. وأصدرت ألبومها الأول التي أسمته (اهدأ) في 28 سبتمبر 1992، وتم تصوير فيديو كليب للأغاني «اهدأ»، «قلبي المجنون»، «البارود بالنار»، «أطلقنا النار»، «اللعب انتهي»، «انه»، «أنا مذنبة» التي جاءت في الألبوم. وتجاوزت مبيعات الألبوم المليون، وكتب أن اسم الألبوم كان من أكثر الألبومات مبيعاً في تلك السنة. وبعد عامين، أصدرت ألبومها الثاني «لال» الذي حضرته بالاشتراك مع فخر أتاك أوغلو، سيزين آكسو، مصطفي صندل، أوزاي هباري، و لافنت يوكسال. وقد صورت أغنيتا «أحب البكاء» و«الحلم» اللاذان يكونان من أغاني الألبوم. وفي عام 1995، نالت جائزة في تصنيف أفضل مغنية بوب من جوائز الموسيقي المرئية لقناة الملك. وفي شهر فبراير 1997، نشرت ألبومها الثالث "مثل سرتاب". وعملت في هذا الألبوم للمرة الأولي مع دمير دميركان، وصورت من أغاني الألبوم، «الشيء الرئيسي هو الحب»، «الحركة»، «بسبب الرقة»، «أتوجع»، «الجرح».

### 1999-2002: سرتاب أرانر، سرتاب والبرتقالي
في شهر مارس 1999، أصدرت سرتاب ألبومها الرابع التي حضرته باسم سرتاب أرانر. وفي يونيو 1999، تجاوز مبيعات الألبوم 500 ألف، وحصلت علي شهادة الألبوم البلاتيني من سوني ميوزيك. وقامت بتصوير بعض أغاني الألبوم مثل، «اضرب قلبي»، «المرأة الصعبة»، و«بداية الطريق». بالإضافة الي غنائها في الألبوم من جديد ل«مقبر» التي تكون أغنية من الطراز التركي، كما غنت أغنية موزارت «ملكة الليلة» باللغة التركية. وحصلت علي جائز أحسن مطربة من مهرجان جوائز الفراشة الذهبية عن أغنية «اضرب قلبي».

## مجموعة الأسطوانات والألبومات
المادة الأساسية: أسطوانات سرتاب أرانر و قائمة أغاني سرتاب أرانر
-اهدأ! (1992)
-لال (1994)
-مثل سرتاب (1997)
-سرتاب أرانر (1999)
-البرتقالي (2001)
-لا حدود (2004)
-الحب لا يموت (2005)
-الرسم علي الماء (مع دمير دميركان) (2009)
-الملونة (2010)
-سرتاب الفاتنة (2012)
-البساطة (2013)
-مسألة شيكاغو (مع دمير دميركان) (2013)
-انه واحد الذي أحبه (2014)

## أعمالها التليفزيونية

### التليفزيون
| السنة | البرنامج                               | الدور   | الملاحظات       |
| ----- | -------------------------------------- | ------- | --------------- |
| 2003  | مسابقة أغنية التليفزيون الأوروربي 2003 | شخصيتها | المركز الأول    |
| 2004  | مسابقة أغنية التليفزيون الأوروربي 2004 | شخصيتها | العرض الافتتاحي |
| 2014  | العالم الكاذب                          | شخصيتها | 76 حلقة         |

## جوائزها
| العام | المنظمة التي تمنح الجائزة                              | تصنيف                                        |
| ----- | ------------------------------------------------------ | -------------------------------------------- |
| 1995  | الحفلة الأولي لجوائز الموسيقي المصورة لقناة الملك      | أفضل مغنية بوب                               |
| 2000  | الحفلة السادسة لجوائز الموسيقي المصورة لقناة الملك     | أفضل مغنية بوب                               |
| 2000  | الحفلة السادسة لجوائز الموسيقي المصورة لقناة الملك     | أفضل كلام عن أغنية "اضرب قلبي"               |
| 2001  | جوائز الفراشة الذهبية                                  | أفضل عازفة لموسيقي التركية                   |
| 2004  | الحفلة العاشرة لجوائز الموسيقي المصورة لقناة الملك     | فنانة العام عن أغنية "علي كل حال أنا أستطيع" |
| 2004  | الحفلة العاشرة لجوائز الموسيقي المصورة لقناة الملك     | جائزة الفخر                                  |
| 2010  | الجوائز الذهبية FM باسطنبول (IFA)                      | أفضل مغنية بوب                               |
| 2010  | جوائز المهرجان التذكاري الثاني                         | أكثر مطربة محبوبة                            |
| 2011  | الحفلة السابعة عشر لجوائز الموسيقي المصورة لقناة الملك | أفضل مغنية                                   |
| 2012  | جوائز الفراشة الذهبية                                  | أفضل عازفة للموسيقي التركية                  |

## وصلات خارجية
- سرتاب أرانر على موقع IMDb (الإنجليزية)
- سرتاب أرانر على موقع ميوزك برينز (الإنجليزية)
- سرتاب أرانر على موقع أول ميوزيك (الإنجليزية)
- سرتاب أرانر على موقع ديسكوغز (الإنجليزية)
- الموقع الإلكتروني